# Belle épine du Mas
 (juillet 2016).
Si vous disposez d'ouvrages ou d'articles de référence ou si vous connaissez des sites web de qualité traitant du thème abordé ici, merci de compléter l'article en donnant les références utiles à sa vérifiabilité et en les liant à la section « Notes et références ».
Pour les articles homonymes, voir Belle épine (homonymie).
La Belle épine du Mas est une variété de poires.
Espèce
Classification phylogénétique

## Synonymes
- "Belle Épine du Mas"
- "Du Mas de Rochefort"
- "Epine du Rochois"
- "Duc de Bordeaux"
- "De Rochechouart"
- "Epine-Dumas"
- "Epine de Rochechouart"
- "Belle Epine de Limoges"
- "Colmar du Lot"
- "Limousine"
- "De Rochoir"
- "Beurré Rochechouart"
- "Beurré Rochoir"
- "Emile de Rochoir"
- "Comte de Limoges"
- "Triomphe de restaurant"

## Origine
L'arbre viendrait d'un semis de hasard découvert vers 1803, dans la forêt de Vauguyon (Haute-Vienne). Pour d’autres pomologues, son nom viendrait d’un village, Le Mas, voisin de la forêt de Rochechouart.

## Arbre
De vigueur moyenne avec de mauvaises affinités sur cognassier, le bourrelet de greffe est volumineux et les décollements sont fréquents. Le port de l'arbre est semi-érigé. Il peut se greffer sur franc, pour les formes plus importantes que le fuseau.

### Époque de floraison
La floraison se montre moyennement précoce.

### Pollinisateurs recommandés
- "Beurré Clairgeau"
- "Beurré Hardy"
- "Passe-crassane"
- "Bon-Chrétien Williams"

### Mise à fruit
La fructification se déroule de manière précoce et régulière.

### Productivité
Très satisfaisante, la production caractérise l'espèce.

## Fruit
Forme et calibre

Moyen calibre, correspondant aux normes souhaitées par les restaurateurs, d'où son surnom. Forme piriforme régulière, avec un pédoncule long et ligneux, légèrement courbé, implanté dans une cuvette peu profonde.
Le fruit est moyen, régulier, à surface unie.
Épiderme à maturité

Assez fin, rose saumoné à l'insolation, sur fond jaune-verdâtre. Épais, lisse, jaune citrin, frappé de rosat à l'insolation avec des points gris noirâtre, très apparents.
Chair

Blanche, fine, assez juteuse, parfumée, légèrement musquée, exceptionnellement granuleuse au centre.
Fondante, très juteuse, un peu granuleuse au centre ; à saveur sucrée, relevée d'un parfum agréable.
Œil. Moyen, ouvert, régulier, dans une cavité normale et irrégulière.
Pédicelle. Normal, droit ou oblique, légèrement arqué, sur la base obtuse du fruit.
Date de récolte

Fin septembre, début octobre, entre-cueillette conseillée au jardin amateur. 
Maturité naturelle

Octobre à novembre.
Maturité. novembre-décembre.
Conservation

Début novembre au fruitier ordinaire ; jusqu'en fin décembre en chambre froide à + 4 °C

## Appréciations générales
Cette poire est très sensible à la tavelure sur  les feuilles et sur les fruits et légèrement au pseudomonas, sur feuilles et boutons floraux. 

Le feuillage craint la sécheresse (noircissement).

Elle résiste aux ennemis, convient bien au transport et aux manipulations.

Ce fruit convient exclusivement comme poire à couteau.

## Observations
C'est dans un sol léger que les fruits acquièrent le maximum de qualité gustative.
En année de forte production, l'arboriculteur éclaircit pour tenter d'obtenir des fruits plus gros.
Après avoir connu une grande vogue comme « poire-potiron », elle régresse à cause de son calibre insuffisant et de ses qualités gustatives de plus en plus quelconques.